# بتایمبوآی
بتایمبوآی (به لاتین: Betaimboay) یک منطقهٔ مسکونی در ماداگاسکار است که در بتسیبوکا واقع شده‌است.